# Anisodes bipartita
Anisodes bipartita là một loài bướm đêm trong họ Geometridae.